# Альба Арнова
Альба Арнова (італ. Alba Arnova, справжнє ім'я Альба Філомена Фоссаті, італ. Alba Filomena Fossati; *15 березня 1930, Берналь, Аргентина — 11 березня 2018, Рим, Італія) — італійська акторка, балерина.

## Біографія
Народилася в передмісті Буенос-Айреса в родині італійських емігрантів. 
Арнова вивчала фортепіано в консерваторії і вступила до університету на медичний факультет. Стала головною балериною у «Театро Колон» в Буенос-Айресі. Залишила Аргентину в 1948 році, після шестимісячного турне по Італії, залишившись в Римі, де працювала спочатку в театрі. У 1949 році вперше знялася в кіно. 
Одружилася з композитором і диригентом Джанні Ферріо.

## Фільмографія
- Al diavolo la celebrità (1949)
- La strada buia (1950)
- La cintura di castità (1950)
- 1951 — Диво в Мілані / Miracolo a Milano
- Totò Tarzan (1951)
- Arrivano i nostri (1951)
- O.K. Nerone (1951)
- Altri tempi (1952)
- Finalmente libero (1953)
- Amarti è il mio peccato (1953)
- 1953 — Аїда / Aida
- La mia vita è tua (1953)
- 1953 — Джоконда / La Gioconda
- Amori di mezzo secolo (1954)
- Cento anni d'amore (1954)
- Rosso e nero (1954)
- Addio mia bella signora (1954)
- La signora dalle camelie (1954)
- Una donna prega (1954)
- Tempi nostri (1954)
- L'amante di Paride (1954)
- Figaro, barbiere di Siviglia (1955)
- I pinguini ci guardano (1955)
- Il motivo in maschera (1955)
- La ribalta dei sogni (1955)
- Gerusalemme liberata (1957)
- Europa di notte (1959)

## Джерело
- Сторінка в інтернеті [Архівовано 15 січня 2015 у Wayback Machine.]

| Персоналії | Це незавершена стаття про особу. Ви можете допомогти проєкту, виправивши або дописавши її. |